# مقبرة الكزخانة التاريخية
مقبرة الكزخانة التاريخية هي مقبرة تاريخية فلسطينية دفن فيها العديد من شهداء النكبة عام 1948 وشهداء ثورة البراق عام 1929 والثورة الفلسطينية الكبرى عام 1936 تقع في حي الجبلية في مدينة يافا تحتوي على ما يقرب من 4000 قبر. سنة 2013 وخلال قيام الحركة الإسلامية في مدينة يافا بمشروع ترميم القبور التي انهار جزء كبير منها بفعل عوامل الطبيعة تم اكتشاف عدة مقابر جماعية تضم رفات وجماجم وهياكل عظمية لمئات الشهداء الذين سقطوا في معارك مع العصابات الصهيونية (الهاجاناه) في مدينة يافا ابان النكبة عام 1948.